# Convento de San Francisco de Asís (Maracaibo)
El Convento de San Francisco de Asís (también llamada Iglesia de San Francisco de Asís o simplemente El Convento). Es un edificio religioso de la Iglesia católica localizado en el Municipio Maracaibo del estado Zulia, al occidente del país sudamericano de Venezuela. Allí funcionó la primera sede de la Universidad del Zulia en el año 1891. Empezó como una sede de los franciscanos que llegaron a esa región aproximadamente en el año 1600. En sus inicios era apenas una capilla que se encontraba cerca de las aguas del Lago de Maracaibo, pero con el paso del tiempo las tierras ganadas al mar o rellenos de tierras lo alejaron del lago. Su construcción se produjo en el período comprendido entre 1669 y 1730. Posee una iglesia también dedicada a San Francisco de Asís quien es el fundador de esta orden religiosa católica. Fue cerrado en 1821 por el gobierno de la Gran Colombia, reabierto en 1828 y usado como Colegio en 1839. En 1884 es reconstruido, pero para 1885 son cerrados todos los conventos de Venezuela. En 1908 se reconstruyó la iglesia.